# Lędziny (gmina)
Lędziny (od 15 X 1951 Hołdunów) – dawna gmina wiejska istniejąca w latach 1945–1951 w województwie śląskim i katowickim (dzisiejsze śląskie). Siedzibą władz gminy była wieś Lędziny (1957–1965 osiedle, 1966–1975 samodzielne miasto, 1975–1991 dzielnica Tychów, od 1991 ponownie samodzielne miasto).
Gmina zbiorowa Lędziny powstała w grudniu 1945 w powiecie pszczyńskim w województwie śląskim (śląsko-dąbrowskim). Według stanu z 1 stycznia 1946 gmina składała się z 3 gromad: Lędziny, Hołdunów i Smardzowice.
15 października 1951 gminę Lędziny zniesiono, a w jej miejsce utworzono gminę Hołdunów z siedzibą w Lędzinach.